# Filippo Randazzo
Filippo Randazzo (27 de abril de 1996) es un deportista de Italia que compite en atletismo. Ganó una medalla de oro en el Campeonato Europeo de Atletismo por Equipos de 2021, en la prueba de salto de longitud.